# Boileau-Narcejac
Boileau-Narcejac var en fransk författarduo bestående av Pierre Boileau (28 april 1906–16 januari 1989) och Thomas Narcejac (3 juli 1908–9 juni 1998, verkligt namn Pierre Ayraud). Deras samarbete sträckte sig över cirka 50 år. De skrev kriminalromaner som fick stort genomslag och gav upphov till flera mycket framgångsrika filmatiseringar. Som exempel märks Mord makar emellan från 1952, förlaga till Henri-Georges Clouzots De djävulska, och Den levande och den döda från 1954, förlaga till Alfred Hitchcocks Studie i brott. De skrev även filmmanus samt detektivromaner för barn.

## Utgivet i urval
- 1952 – Celle qui n'était plus
  - Mord makar emellan (översättning: Torkel Siwertz, 1955)
- 1952 – Les Visages de l'ombre
  - Ansikten i mörkret (översättning: Torkel Siwertz, 1956)
- 1954 – D'entre les morts
  - Den levande och den döda (översättning: Lennart Lagerwall, 1957)
- 1956 – Les louves
  - Varginnorna (översättning: Lennart Lagerwall, 1957)
- 1956 – Le mauvais oeil
- 1956 – Au bois dormant
- 1957 – Les magiciennes
- 1958 – L'ingénieur aimait trop les chiffres
- 1959 – À cœur perdu
- 1961 – Maléfices
- 1962 – Maldonne
- 1964 – Les victimes
- 1965 – Le train bleu s'arrête treize fois
- 1965 – Et mon tout est un homme
  - -och mitt hela är en man (översättning: Katja Birmann, 1967)
- 1967 – La mort a dit: peut-être
  - Döden säger: kanske (översättning: Katja Birmann, 1969)
- 1978 – Carte vermeil
- 1980 – Les intouchables
- 1990 – Le soleil dans la main
- 1991 – La main passe
- 1992 – Les nocturnes